# 15811 Nüsslein-Volhard
15811 Nüsslein-Volhard là một tiểu hành tinh vành đai chính với chu kỳ quỹ đạo là 2090.7913361 ngày (5.72 năm).
Nó được phát hiện ngày 10 tháng 7 năm 1994.